# Perfeccionamiento humano
Perfeccionamiento humano  designa cualquier intento permanente o transitorio de superar las limitaciones del cuerpo humano, tanto por medios naturales como artificiales. El término a veces se utiliza para referirse al uso de tecnologías para selecionar o modificar aptitudes y características humanas que no están fuera del rango de las posibilidades humanas existentes. Algunos bioéticos, sin embargo, reservan el término únicamente para la aplicación de tecnologías neurotecnológicas, genéticas, nanomédicas sobre la biología humana.